# Novopokrovka (raïon de Krasnoarmeïsk)
Novopokrovka (en russe : Новопокро́вка) est un village et centre administratif du raïon de Krasnoarmeïsk dans le kraï du Primorié, en Extrême-Orient russe. Sa population s'élevait à 3 095 habitants au recensement de 2021.

## Géographie
Le village de Novopokrovka se trouve dans le kraï du Primorié, kraï du sud de l'Extrême-Orient en Russie asiatique. Faisant partie du district fédéral extrême-oriental, il se trouve à 360 km au nord-est de Vladivostok, la capitale du district et du kraï. Il fait partie du raïon de Krasnoarmeïsk, dans le nord-est du kraï, et il en est le chef-lieu.
Concernant la géographie, Novopokrovka se trouve au Primorié, une région géographique allant de la rive sud de l'Amour au golfe de Pierre-le-Grand (région faisant partie par ailleurs partie de la Mandchourie-Extérieure, russe depuis 1860). Novopokrovka, comme toute le kraï, est situé dans le fuseau horaire MSK+7 (heure de Vladivostok). Le décalage horaire appliqué par rapport au temps universel coordonné est +10:00.

## Histoire
Le village a été fondé en 1903.